# Piccola anima/Mondo a matita
Piccola anima/Mondo a matita è il quinto singolo discografico di Alice pubblicato in Italia nel 1976.

## Tracce
Testi e musiche di Carla Vistarini e Luigi Lopez.
1. Piccola anima – 4:35
2. Mondo a matita – 5:48

Durata totale: 10:23